# Clark Ashton Smith
Clark Ashton Smith (Long Valley, 13 gennaio 1893 – Pacific Grove, 14 agosto 1961) è stato un poeta, scultore e pittore statunitense, autore di racconti di fantasy, orrore e fantascienza. Fu una delle maggiori voci della rivista Weird Tales durante gli anni 1930 ed è reputato uno dei primi scrittori della letteratura fantastica anglofona al pari del collega e amico Howard Phillips Lovecraft.

## Biografia
Smith passò la maggior parte della sua vita nella cittadina di Auburn, vivendo in una piccola casa con i suoi genitori, Fanny e Timeus Smith. Da piccolo soffriva di disturbi psicologici, tra cui l'agorafobia, e anche per questo la sua istruzione formale fu limitata; seguì solo otto anni di scuola primaria, fu ammesso a una scuola superiore ma i suoi genitori propendettero per non mandarlo. Comunque egli continuò a studiare da autodidatta, imparando francese e spagnolo, e la sua memoria eccezionale gli permise di ottenere moltissimo dalla semplice lettura, anche di interi dizionari ed enciclopedie.
Smith iniziò a scrivere racconti all'età di undici anni e due di loro, The Sword of Zagan e The Black Diamonds, furono pubblicati dalla Hippocampus Press. Entrambi i racconti sono ambientati in uno scenario da Le mille e una notte, opera che assieme agli scritti di Edgar Allan Poe e alle favole dei fratelli Grimm influenzò moltissimo le prime opere di Smith.
Entrò in contatto con il poeta di San Francisco George Sterling, dal quale fu aiutato a pubblicare il suo primo volume di poesie, The Star-Treader and Other Poems, quando aveva diciannove anni. The Star-Treader fu accolto molto favorevolmente dai critici statunitensi, tanto che uno di essi lo chiamò "il Keats del Pacifico". Smith fece la conoscenza di Sterling attraverso un membro del locale Aubur Monday Night Club, dove recitò molte sue poesie con un certo successo. Dopo la pubblicazione di Ebony and Crystal nel 1922 ricevette una lettera di H. P. Lovecraft, che diede inizio a una lunga corrispondenza.
Smith rimase povero per gran parte della vita e fu spesso costretto a fare lavori manuali come raccogliere frutta o tagliare legna per mantenere sé stesso e i suoi genitori. Dopo la morte dei suoi genitori si sposò con Carol Jones Dorman il 10 novembre 1954 e si trasferì a Pacific Grove, dove visse con la moglie e i figli di primo letto di lei.

## Fasi artistiche
Clark Ashton Smith è considerato uno degli iniziatori del fantastico americano degli inizi del 1900 assieme a H.P. Lovecraft e R.E. Howard. Lyon Sprague De Camp lo definì uno dei "Tre Moschettieri" della celeberrima rivista pulp Weird Tales diretta all'epoca da Farnsworth Wright.
Nonostante Smith sia stato sempre un artista che lavorava tramite molte forme d'espressione, è possibile identificare tre fasi distinte in ognuna delle quali una forma prevale sulle altre.

### Poesia: fino al 1925
Smith pubblicò la maggior parte dei suoi volumi di poesia in questo periodo. Si ricordano The Star-Treader and Other Poems (1912), Odes and Sonnets (1918), Ebony and Crystal (1922) e Sandalwood (1925). La sua poesia si caratterizzava per un linguaggio bizzarro e prevedeva l'uso di un vocabolario molto ricco.

### Racconti dell'orrore: 1926 - 1935
Smith scrisse la maggior parte dei suoi racconti d'orrore e quelli considerati appartenenti alla cosiddetta mitologia Cthulhu probabilmente sotto l'influenza diretta di H. P. Lovecraft. Tra le creature di sua invenzione vi sono Aforgomon, Rlim-Shaikorth, Mordiggian, Tsathoggua, il mago Eibon e molti altri.
I racconti formano diversi cicli, chiamati secondo le terre in cui sono ambientati: Atlantide, Averoigne, Hyperborea, Marte, Poseidonis, Xiccarph, Zothique. I racconti ambientati in Zothique appartengono al sottogenere fantascientifico della Terra morente. Il "ciclo di Zothique", ambientato in un futuro remoto (come nel romanzo apocalittico di William Hope Hodgson La terra dell’eterna notte) dove il sole si è oscurato e sono rinate le antiche arti della negromanzia, è il suo capolavoro. I racconti contenuti in "Zothique" costituiscono la cifra del suo stile influenzato da poeti francesi come Baudelaire. La sua prosa è barocca, pomposa e molto decadente. Il ciclo di “Averoigne” è invece ambientato nel Medioevo nell'antica regione francese di Averoigne dominata da oscure leggende e potenti magie. Si tratta di racconti non privi di un certo fascino gotico, erotico e grottesco che ne fanno un ciclo di culto fra gli appassionati del fantastico. Da ricordare storie come Il colosso di Ylourgne, La bestia dell'Averoigne o La fine della storia. L'atmosfera è arcaica e medievaleggiante, piena di echi fantastici e mitici in cui abbondano figure tipiche della letteratura del terrore come vampiri e demoni assieme ad elementi dei “Miti di Cthulhu”. Anche Atlantide è un altro ciclo importante basato sul concetto di “mondi perduti”: si riferisce al mitico continente di Atlantide di cui parlò Platone. Sono racconti che ci trasportano in ere dimenticate e in continenti sepolti in cui si pratica ancora l'arte della negromanzia. Fra i racconti migliori sono da citare La morte di Malygris e La doppia ombra, una storia di orrore cosmico che piaceva molto a Lovecraft. Nel breve ciclo di Xiccarph troviamo invece la sua attitudine verso una fantascienza nera e apocalittica.
I suoi racconti apparvero originariamente nelle riviste Weird Tales, Strange Tales, Astounding Stories, Stirring Science Stories e Wonder Stories.

### Scultura 1935-1961
Dal 1935 in poi il suo interesse per la scrittura andò affievolendosi, fino ad abbandonare del tutto la professione primaria; Smith si dedicò, nell'ultima parte della sua vita, all'attività di scultore.

## Opere
Per ogni testo si indica la prima edizione nell'originale inglese e l'eventuale prima traduzione in lingua italiana. Gli episodi della saga di Xiccarph sono elencati secondo l'ordine cronologico interno stabilito da Smith stesso, quelli di Hyperborea e Zothique in base alle sequenze determinate con ragionevole sicurezza dal curatore Lin Carter; i rimanenti cicli seguono l'ordine di pubblicazione.

### Atlantide o Poseidonis
Cinque racconti e tre poesie riuniti entro Poseidonis, a cura di Lin Carter, Ballantine Adult Fantasy Series 59, Ballantine Books, 1973. 
La raccolta Ballantine non ebbe un'edizione italiana, pertanto quattro dei racconti furono tradotti singolarmente entro volumi miscellanei; la prima traduzione sistematica e integrale è stata nell'omnibus Atlantide e i mondi perduti, a cura di Giuseppe Lippi, Oscar Draghi, Arnoldo Mondadori Editore, 2019.
1. Atlantide (Atlantis), poesia, nel canzoniere The Star-Treader and Other Poems, A. M. Robertson, 1912.
2. Da una lettera (From a Letter o The Muse of Atlantis), poesia, nel canzoniere Ebony and Crystal: Poems in Verse and Prose, autopubblicato, 1922.
3. "L'ultimo incantesimo" ("The Last Incantation"), in Weird Tales di Giugno 1930. In Mondi perduti e altri racconti, traduzione di Tebaldo del Tanaro, SAGA 32, MEB, 1979.
4. "Viaggio a Sfanomoë" ("A Voyage to Sfanomoë"), in Weird Tales di Agosto 1931.
5. "La duplice ombra" ("The Double Shadow"), nella raccolta The Double Shadow and Other Fantasies, autopubblicata, 1933. In Al di là del tempo e dello spazio, traduzione di Teobaldo Del Tanaro e Ina Paparella Morata, SAGA 29, MEB, 1979.
6. "Il vino dell'Atlantide" ("A Vintage from Atlantis"), in Weird Tales di Settembre 1933. Ne Gli orrori di Yondo e altri racconti, traduzione di Tebaldo del Tanaro, SAGA 33, MEB, 1979.
7. "La morte di Malygris" ("The Death of Malygris"), Weird Tales di Aprile 1934. In Mondi perduti e altri racconti, traduzione di Tebaldo del Tanaro, SAGA 32, MEB, 1979.
8. Tolometh (Tolometh), poesia, nel canzoniere Spells and Philtres, Arkham House, 1958.

### Lemuria
Due racconti e due poesie riuniti entro Poseidonis, a cura di Lin Carter, Ballantine Adult Fantasy Series 59, Ballantine Books, 1973.
La raccolta Ballantine non ebbe un'edizione italiana, pertanto le due prose furono tradotte singolarmente entro volumi miscellanei; la prima traduzione sistematica e integrale è nell'omnibus Iperborea e oltre, a cura di Massimo Scorsone, Oscar Draghi, Arnoldo Mondadori Editore, 2023.
1. In Lemuria (In Lemuria), poesia, in The Lyric West di Luglio-Agosto 1921.
2. "Un'offerta alla luna" ("An Offering to the Moon"), in Weird Tales di Settembre 1953. Ne Le metamorfosi della Terra, traduzione e curatela di Gianni Pilo, I Miti di Cthulhu 18, Fanucci Editore, 1987.
3. "L'isola senza nome" ("The Uncharted Isle"), in Weird Tales di Settembre 1930. In Al di là del tempo e dello spazio, traduzione di Teobaldo Del Tanaro e Ina Paparella Morata, SAGA 29, MEB, 1979.
4. Lemurienne (Lemurienne), poesia, in The Auburn Journal di Dicembre 1923.

### Averoigne
Undici racconti e una poesia; risulta che il curatore Lin Carter ne avesse allestito una raccolta completa per la Ballantine Adult Fantasy Series di Ballantine Books, ma la collana venne soppressa prima che il volume fosse dato alle stampe; la prima edizione inglese in un volume dedicato è stata quindi The Averoigne Chronicles, a cura di Gahan Wilson e Ronald S. Hilger, Centipede Press, 2016.
Tre racconti del ciclo apparvero per la prima volta in italiano entro raccolte miscellanee, i rimanenti otto nel volume tematico Averoigne, traduzione di Teobaldo Del Tanaro e Ina Paparella Morata, a cura di Gianni Pilo, I Miti di Cthulhu 34, Fanucci Editore, 1989; la prima traduzione sistematica e integrale, comprendente tutte le undici prose e la poesia, è stata nell'omnibus Atlantide e i mondi perduti, a cura di Giuseppe Lippi, Oscar Draghi, Arnoldo Mondadori Editore, 2019.
1. "La fine della storia" ("The End of the Story"), in Weird Tales di Maggio 1930.
2. "Un rendezvous in Averoigne" ("A Rendezvous in Averoigne"), in Weird Tales di Aprile-Maggio 1931.
3. "Il satiro" ("The Satyr"), in La Paree Stories di Luglio 1931.
4. "Il fabbricante di gronde" ("The Maker of Gargoyles"), in Weird Tales di Agosto 1932. Ne Il destino di Antarion, Traduzione di Daniela Galdo, a cura di Gianni Pilo, I Miti di Cthulhu 6, Fanucci Editore, 1986.
5. "La mandragora" ("The Mandrakes"), in Weird Tales di Febbraio 1933. Ne La Venere di Azombeii, Traduzione di Maria Teresa Tenore, a cura di Gianni Pilo, I Miti di Cthulhu 12, Fanucci Editore, 1987.
6. "Il mostro dell'Averoigne" ("The Beast of Averoigne"), in Weird Tales di Maggio 1933.
7. "La santità di Azedarac" ("The Holiness of Azédarac"), in Weird Tales di Novembre 1933.
8. "Il colosso di Ylourgne" ("The Colossus of Ylourgne"), in Weird Tales di Giugno 1934.
9. "Il ritrovamento di Venere" ("The Disinterment of Venus"), in Weird Tales di Luglio 1934.
10. "Madre di rospi" ("Mother of Toads"), in Weird Tales di Luglio 1938. Ne Il destino di Antarion, traduzione di Daniela Galdo, a cura di Gianni Pilo, I Miti di Cthulhu 6, Fanucci Editore, 1986.
11. "L'incantatrice di Sylarie" ("The Enchantress of Sylaire"), in Weird Tales di Luglio 1941.
12. Averoigne (Averoigne), poesia, in Challenge Primavera 1951.

### La Città della fiamma
Ciclo composto da due racconti l'uno sequel diretto dell'altro:
1. "La città della fiamma cantante" ("The City of Singing Flame"), in Wonder Stories di Luglio 1931.
2. "Al di là della fiamma" ("Beyond the Sining Flame"), in Wonder Stories di Novembre 1931.

In occasione di una successiva ristampa, i due testi vennero combinati in un fix-up tramite revisioni del curatore Walter H. Gillings;
- "La città della fiamma musicale" ("City of Singing Flame"), in Tales of Wonder 10, Primavera 1940.

La versione fix-up del dittico è stata tradotta in italiano per la prima volta nella raccolta personale Al di là del tempo e dello spazio, traduzione di Teobaldo Del Tanaro e Ina Paparella Morata, SAGA 29, MEB, 1979; la prima traduzione del ciclo come due episodi separati è stata invece l'antologia Il vento delle stelle. Storie in versi e no, a cura di Sebastiano Fusco, Oltre l'Orizzonte 1, Agpha Press, 1998.

### Capitan Volmar
Ciclo composto da due racconti editi Smith vivente e un racconto e una bozza postumi; riunito per la prima volta in Red World of Polaris: The Adventures of Captain Volmar, a cura di Scott Connors, Ronald S. Hilger e Donald Sidney-Fryer, Night Shade Books, 2003.
Solo i due testi editi Smith vivente risultano tradotti in italiano.
1. "Abbandonati su Andromeda" ("Marooned in Andromeda"), in Wonder Stories di Ottobre 1930. Ne Le metamorfosi della Terra, traduzione e curatela di Gianni Pilo, I Miti di Cthulhu 18, Fanucci Editore, 1987.
2. "Il pianeta stupefacente" ("A Captivity in Serpens" o "The Amazing Planet"), in Wonder Stories Quarterly Estate 1931. Ne Le metamorfosi della Terra, traduzione e curatela di Gianni Pilo, I Miti di Cthulhu 18, Fanucci Editore, 1987.
3. "The Red World of Polaris", composto nel 1931 ma prima edizione in Red World of Polaris: The Adventures of Captain Volmar, Night Shade Books, 2003.
4. "The Ocean-World of Alioth", frammento incompiuto, postumo in Untold Tales by Clark Ashton Smith 27, Autunno-Inverno 1987.

### Ciclo di Cthulhu
Smith ha esplicitamente ambientato un racconto nell'universo narrativo del Ciclo di Cthulhu creato da H.P. Lovecraft.
- "La vendetta dello stregone" ("The Return of the Sorcerer"), in Strange Tales of Mystery and Terror di Settembre 1931. Traduzione di Alfredo Pollini e Sebastiano Fusco nell'antologia I Miti di Cthulhu, a cura di August Derleth, Orizzonti. Capolavori di Fantasia e Fantascienza VII, Fanucci Editore, 1975.

Riferimenti impliciti al Ciclo di Cthulhu sono inoltre presenti in tutte le saghe principali di Smith.

### Marte o Aihai
Smith utilizzò per la prima volta il pianeta Marte come ambientazione in un racconto autoconclusivo composto su soggetto altrui: 
- "La pianta di Marte" ("The Planet Entity" o "Seedling of Mars"), in Wonder Stories Quarterly Autunno 1931. Ne Il destino di Antarion, traduzione di Daniela Galdo, a cura di Gianni Pilo, I Miti di Cthulhu 6, Fanucci Editore, 1986. Collaborazione con E. M. Johnston.

Successivamente l'autore creò una propria versione del Pianeta rosso e vi ambientò una sequenza di tre racconti riuniti postumi nella raccolta Xiccarph (Xiccarph), a cura di Lin Carter, Ballantine Adult Fantasy Series 41, Ballantine Books, 1972; traduzione di Teobaldo Del Tanaro e Ina Paparella Morata, I Miti di Cthulhu 33, Fanucci Editore, 1989.
1. "Le Cripte di Yoh-Vombis" ("The Vaults of Abomi" o "The Vaults of Yoh-Vombis"), in Weird Tales di Maggio 1932.
2. "I figli dell'Abisso" ("Dweller in Martian Depths" o "The Dweller in the Gulf"), in Wonder Stories di Marzo 1933.
3. "Vulthoom" ("Vulthoom"), in Weird Tales di Settembre 1935.

Un quarto racconto collocato in questa ambientazione, fortemente frammentato, è stato completato da Steve Behrends e pubblicato postumo:
- "Mnemoka" ("Mnemoka"), in Astro-Adventures: Tales of Scientifiction di Gennaio 1987.

La prima edizione italiana a riunire assieme il racconto "prototipo", il trittico principale e il frammento postumo (tradotto appositamente) è stata l'omnibus Iperborea e oltre, a cura di Massimo Scorsone, Oscar Draghi, Arnoldo Mondadori Editore, 2023.

### Iperborea
Dieci racconti riuniti per la prima volta entro Hyperborea, a cura di Lin Carter, Ballantine Adult Fantasy Series 29, Ballantine Books, 1971; Carter volle includere nella raccolta anche la poesia La musa di Iperborea (The Muse of Hyperborea, The Fantasy Fan giugno 1934), considerata da Smith la terza lirica della sequenza Prose Pastels (1931-1945) ed esclusa da edizioni successive. 
Un racconto del ciclo fu tradotto in italiano entro un volume miscellaneo, gli altri nove apparvero nella traduzione della raccolta Ballantine intitolata Hyperborea, traduzione di Teobaldo Del Tanaro e Ina Paparella Morata, I Miti di Cthulhu 32, Fanucci Editore, 1989.
1. "Le sette fatiche" ("The Seven Geases"), Weird Tales ottobre 1934.
2. "Il destino di Avoosl Wuthoqquan" ("The Weird of Avoosl Wuthoqquan"), Weird Tales giugno 1932.
3. "La sibilla bianca" ("The White Sybil"), nel chapbook The White Sybil / Men of Avalon, Fantasy Publications, 1934.
4. "Il testamento di Athammaus" ("The Testament of Athammaus"), Weird Tales ottobre 1932.
5. "L'avvento del verme bianco" ("The Coming of the White Worm"), Stirring Science Stories aprile 1941.
6. "Ubbo-Sathla" ("Ubbo-Sathla"), Weird Tales luglio 1933.
7. "La porta di Saturno" ("The Door to Saturn"), Strange Tales of Mystery and Terror gennaio 1932.
8. "Il demone di ghiaccio" ("The Ice-Demon"), Weird Tales aprile 1933.
9. "Il racconto di Satampra Zeiros" ("The Tale of Satampra Zeiros"), Weird Tales novembre 1931.
10. "Il furto delle trentanove cinture" ("The Theft of Thirty-nine Girdles"), Saturn marzo 1958. Ne Il destino di Antarion, Traduzione di Daniela Galdo, a cura di Gianni Pilo, I Miti di Cthulhu 6, Fanucci Editore, 1986.

Un undicesimo racconto di questa serie, rimasto incompiuto, è stato scoperto e pubblicato postumo:
- "La casa di Haon-Dor" ("The House of Haon-Dor") in Untold Tales by Clark Ashton Smith 27, autunno-inverno 1987.

La prima edizione italiana a riunire assieme i dieci racconti principali, il frammento postumo e la poesia introduttiva (tradotti appositamente) è stata l'omnibus Iperborea e oltre, a cura di Massimo Scorsone, Oscar Draghi, Arnoldo Mondadori Editore, 2023.

### Xiccarph
Dittico di racconti riunito da Smith stesso entro Lost Worlds, Arkham House, 1944; raccolta edita in italiano come Mondi perduti e altri racconti, traduzione di Tebaldo del Tanaro, SAGA 32, MEB, 1979.
1. "Il labirinto di Maal Dweb" ("The Maze of the Enchanter" o "The Maze of Maal Dweb"), nella raccolta The Double Shadow and Other Fantasies, auto-pubblicata, 1933.
2. "Sirene floreali" ("The Flower-Women"), Weird Tales maggio 1935.

### Zothique
Sedici racconti e una poesia, riuniti per la prima volta in Zothique, a cura di Lin Carter, Ballantine Adult Fantasy Series 16, Ballantine Books, 1970; raccolta edita in italiano come Zothique, traduzione di Roberta Rambelli, Fantacollana 17, Editrice Nord, 1977.
1. Zothique (Zothique), poesia, nel canzoniere The Dark Chateau and Other Poems, Arkham House, 1951.
2. "Xeethra" (Xeethra"), Weird Tales dicembre 1934.
3. "I negromanti di Naat" ("Necromancy in Naat"), Weird Tales luglio 1936.
4. "L'impero dei negromanti" ("The Empire of the Necromancers"), Weird Tales settembre 1932.
5. "Il signore dei granchi" ("The Master of the Crabs"), Weird Tales marzo 1948.
6. "La morte di Ilalotha" ("The Death of Ilalotha"), Weird Tales settembre 1937.
7. "Il tessitore della cripta" ("The Weaver in the Vault"), Weird Tales gennaio 1934.
8. "La stregoneria di Ulua" ("The Witchcraft of Ulua"), Weird Tales febbraio 1934.
9. "Il dio dei morti" ("The Charnel God"), Weird Tales marzo 1934.
10. "L'idolo tenebroso" ("The Dark Eidolon"), Weird Tales gennaio 1935.
11. "Morthylla" ("Morthylla"), Weird Tales maggio 1953.
12. "L'abate nero di Puthuum" ("The Black Abbot of Puthuum"), Weird Tales marzo 1936.
13. "Nato nella tomba" ("The Tomb-Spawn"), Weird Tales maggio 1934.
14. "L'ultimo geroglifico" ("The Last Hieroglyph"), Weird Tales aprile 1935.
15. "L'isola dei torturatori" ("The Isle of the Torturers"), Weird Tales marzo 1933.
16. "Il giardino di Adompha" ("The Garden of Adompha"), Weird Tales aprile 1938.
17. "Il viaggio di re Euvoran" ("The Voyage of King Euvoran"), nella raccolta The Double Shadow and Other Fantasies, auto-pubblicata, 1933.

Afferisce al ciclo di Zothique anche il dramma teatrale I morti ti faranno cornuto. Dramma in sei scene (The Dead Will Cuckold You: A Drama in Six Scenes), postumo nel volume In Memoriam: Clark Ashton Smith, The Anthem Series, 1963; traduzione di Davide Mana, in Alia. L'arcipelago del fantastico 3, CS Coop. Studi Libreria Editrice, 2005.

### Vathek
Smith ha completato di suo pugno e pubblicato come racconto singolo un capitolo del romanzo gotico Vathek (1782) che l'autore William Beckford aveva lasciato in stato di bozza e tagliato dall'opera finale:
- "Il terzo racconto di Vathek" ("Conclusion to Wm. Beckford's story of Princess Zulkais & Prince Kalilah" poi "The Third Episode of Vathek"), in Leaves Estate 1937. Ne Gli orrori di Yondo e altri racconti, traduzione di Tebaldo del Tanaro, SAGA 33, MEB, 1979.

### Cicli minori
Alcun edizioni postume dell'opera di Smith hanno assemblato suoi di per sé testi autoconclusivi in sequenze tematiche.

#### Oltre le stelle (Beyond the Stars) / Phandiom e altre stelle
Un racconto e una poesia inerenti al viaggio interstellare riuniti entro Xiccarph, a cura di Lin Carter, Ballantine Adult Fantasy Series 41, Ballantine Books, 1972; raccolta edita in italiano come Xiccarph, Traduzione di Teobaldo Del Tanaro e Ina Paparella Morata, I Miti di Cthulhu 33, Fanucci Editore, 1989.
1. "Sadastor" ("Sadastor"), Weird Tales luglio 1930.
2. Dalle cripte della memoria (From the Crypts of Memory), poesia, Bohemia aprile 1917.

Nella successiva edizione italiana entro l'omnibus Iperborea e oltre, a cura di Massimo Scorsone, Oscar Draghi, Arnoldo Mondadori Editore, 2023, sono stati integrati in questa sequenza anche altri tre racconti ambientati su pianeti extrasolari che la precedente raccolta Xiccarph trattava come testi singoli (tutti già tradotti in italiano entro volumi miscellanei) e un'ulteriore poesia (selezionata e tradotta appositamente), risultando così in una silloge di sei testi intitolata Phandiom e altre stelle:
1. Trigono solare (Triple Aspect), poesia, nel canzoniere Ebony and Crystal: Poems in Verse and Prose, auto-pubblicato, 1922.
2. "Il mostro della profezia" ("The Monster of the Prophecy"), Weird Tales gennaio 1932. In Al di là del tempo e dello spazio, Traduzione di Teobaldo Del Tanaro e Ina Paparella Morata, SAGA 29, MEB, 1979.
3. "Il pianeta dei morti" ("The Planet of the Dead" o "The Doom of Antarion"), Weird Tales marzo 1932. In Mondi perduti e altri racconti, Traduzione di Tebaldo del Tanaro, SAGA 32, MEB, 1979.
4. "Il demone floreale" ("The Demon of the Flower"), Astounding Stories dicembre 1933. In Mondi perduti e altri racconti, Traduzione di Tebaldo del Tanaro, SAGA 32, MEB, 1979.

#### Il Bordo del Mondo (The World's Rim)
Un racconto e tre poesie dalle atmosfere sublimi riuniti entro Hyperborea, a cura di Lin Carter, Ballantine Adult Fantasy Series 29, Ballantine Books, 1971. 
Nella prima edizione italiana la sequenza è stata bipartita fra un volume miscellaneo e la traduzione della raccolta Ballantine, nella quale il titolo della silloge è stato erroneamente adattato come "I Mondi di Riim".
1. "Gli orrori di Yondo" ("The Abominations of Yondo"), Overland Monthly aprile 1926. Traduzione di Teobaldo Del Tanaro e Ina Paparella Morata in Hyperborea, I Miti di Cthulhu 32, Fanucci Editore, 1989.
2. La desolazione di Soom (The Abomination of Desolation o The Desolation of Soom), Fantasmagoria novembre 1938. Traduzione di Daniela Galdo ne Il destino di Antarion, a cura di Gianni Pilo, I Miti di Cthulhu 6, Fanucci Editore, 1986.
3. La partenza di Afrodite (The Passing of Aphrodite), The Fantasy Fan giugno 1934. Traduzione di Teobaldo Del Tanaro e Ina Paparella Morata in Hyperborea, I Miti di Cthulhu 32, Fanucci Editore, 1989.
4. I Memnon della notte (The Memnons of the Night), Bohemia febbraio 1917. Traduzione di Daniela Galdo ne Il destino di Antarion, a cura di Gianni Pilo, I Miti di Cthulhu 6, Fanucci Editore, 1986.

#### Altri regni (Other Realms)
Una silloge di cinque racconti e quattro poesie ascrivibili al tema del mondo perduto e proposta entro Poseidonis, a cura di Lin Carter, Ballantine Adult Fantasy Series 59, Ballantine Books, 1973.
La raccolta Ballantine non ebbe un'edizione italiana, tuttavia cinque dei nove testi sono stati tradotti in italiano sparsi in varie antologie.
1. In Cocaigne, poesia, nel canzoniere Ebony and Crystal: Poems in Verse and Prose, auto-pubblicato, 1922.
2. "Il simposio della gorgone" ("Symposium of the Gorgon"), Fantastic Universe ottobre 1958. Ne Il destino di Antarion, traduzione di Daniela Galdo, a cura di Gianni Pilo, I Miti di Cthulhu 6, Fanucci Editore, 1986.
3. "La Venere di Azombeii" ("The Venus of Azombeii"), Weird Tales giugno-luglio 1931. Ne La Venere di Azombeii, traduzione di Maria Teresa Tenore, a cura di Gianni Pilo, I Miti di Cthulhu 12, Fanucci Editore, 1987.
4. The Isle of Saturn, poesia, nel canzoniere The Dark Chateau and Other Poems, Arkham House, 1951.
5. "La radice di Ampoi" ("The Root of Ampoi"), The Arkham Sampler primavera 1949. Ne Il destino di Antarion, traduzione di Daniela Galdo, a cura di Gianni Pilo, I Miti di Cthulhu 6, Fanucci Editore, 1986.
6. "The Invisible City", Wonder Stories giugno 1932.
7. Amithaine, poesia, nel canzoniere The Dark Chateau and Other Poems, Arkham House, 1951.
8. "Il paesaggio dei salici" ("The Willow Landscape"), The Philippine Magazine maggio 1931. In Genius Loci e altri racconti, traduzione di Tebaldo del Tanaro, SAGA 20, MEB, 1978.
9. Le Ombre (The Shadows), poesia, nel canzoniere Ebony and Crystal: Poems in Verse and Prose, auto-pubblicato, 1922. In Al di là del tempo e dello spazio, traduzione di Teobaldo Del Tanaro e Ina Paparella Morata, SAGA 29, MEB, 1979.

L'edizione italiana dell'antologia Xiccarph (Traduzione di Teobaldo Del Tanaro e Ina Paparella Morata, I Miti di Cthulhu 33, Fanucci Editore, 1989) include una sezione aggiuntiva intitolata anch'essa Altri regni, che però rispetto alla scelta omonima di Lin Carter comprende solo "Il paesaggio dei salici" ("The Willow Landscape") e due racconti selezionati dal curatore italiano Gianni Pilo:
- "La Città Fantasma" ("The Primal City"), The Fantasy Fan novembre 1934. Prima edizione in Genius Loci e altri racconti, traduzione di Tebaldo del Tanaro, SAGA 20, MEB, 1978.
- "La Gorgone" ("The Gorgon"), Weird Tales aprile 1932. Prima edizione in Genius Loci e altri racconti, traduzione di Tebaldo del Tanaro, SAGA 20, MEB, 1978.

#### Altrove
Una silloge di quattro testi assemblata per il mercato italiano entro la raccolta Averoigne, Traduzione di Teobaldo Del Tanaro e Ina Paparella Morata, a cura di Gianni Pilo, I Miti di Cthulhu 34, Fanucci Editore, 1989. Tutti i materiali erano già apparsi in edizioni italiane precedenti:
1. "La città della fiamma cantante" ("City of Singing Flame"), Tales of Wonder 10, primavera 1940; versione fix-up del dittico della Città della fiamma. In Al di là del tempo e dello spazio, traduzione di Teobaldo Del Tanaro e Ina Paparella Morata, SAGA 29, MEB, 1979.
2. Cineserie (Chinoiserie), poesia, The Philippine Magazine novembre 1931; prima lirica della sequenza Prose Pastels (1931-1945). Ne Gli orrori di Yondo e altri racconti, traduzione di Tebaldo del Tanaro, SAGA 33, MEB, 1979.
3. "Il nono scheletro" ("The Ninth Skeleton"), Weird Tales settembre 1928. In Genius Loci e altri racconti, traduzione di Tebaldo del Tanaro, SAGA 20, MEB, 1978.
4. Lo specchio nella sala di ebano (The Mirror in the Hall of Ebony), poesia, The Fantasy Fan maggio 1934; seconda lirica della sequenza Prose Pastels (1931-1945). Ne Gli orrori di Yondo e altri racconti, traduzione di Tebaldo del Tanaro, SAGA 33, MEB, 1979.

### Romanzi e novelle autoconclusivi
- The Black Diamonds, opera giovanile postuma per Hippocampus Press, 2002.
- The Sword of Zagan, opera giovanile postuma nella raccolta The Sword of Zagan and Other Writings, Hippocampus Press, 2004.

## Edizioni in antologia

### Edizioni statunitensi
- Al di là del tempo e dello spazio (Out of Space and Time), Arkham House, 1942. Traduzione di Teobaldo Del Tanaro e Ina Paparella Morata, SAGA 29, MEB, 1979. Comprende tre poesie, sette racconti autoconclusivi, due racconti del ciclo di Averoigne, uno di Poseidonis, tre di Zothique, tre di Iperborea, e uno di Aihai.
- Mondi perduti e altri racconti (Lost Worlds), Arkham House, 1944. Traduzione di Tebaldo del Tanaro, SAGA 32, MEB, 1979. Comprende otto racconti autoconclusivi, quattro del ciclo di Iperborea, tre di Poseidonis, due di Averoigne, quattro di Zothique, e i due di Xiccarph.
- Genius Loci e altri racconti (Genius Loci and Other Tales), Arkham House, 1948. Traduzione di Tebaldo del Tanaro, SAGA 20, MEB, 1978. Comprende sette racconti autoconclusivi, uno del ciclo di Aihai, tre di Averoigne e quattro di Zothique.
- The Dark Chateau and Other Poems, Arkham House, 1951. Canzoniere di quaranta liriche.
- Spells and Philtres, Arkham House, 1958. Canzoniere di sessanta liriche, di cui trentasei composizione singole, dieci Distillations, nove Strange Miniatures, e cinque Quintraines.
- Gli orrori di Yondo e altri racconti (The Abominations of Yondo), Arkham House, 1960. Traduzione di Tebaldo del Tanaro, SAGA 33, MEB, 1979. Comprende tre poesie della sequenza Prose Pastels, cinque racconti autoconclusivi, tre del ciclo di Zothique, uno di Poseidonis, due di Iperborea, uno di Aihai, e il campitolo frammentario del romanzo Vathek di William Beckford completato da Smith.
- Tales of Science and Sorcery, Arkham House, 1964. Comprende una prefazione di E. Hoffmann Price, otto racconti autoconclusivi, uno del ciclo di Aihai, due di Averoigne e tre di Zothique.
- Poems in Prose, Arkham House, 1965. Canzoniere di quarantasei liriche, fra cui le cinque Images, le sei Vignettes, e i dieci Prose Pastels.
- Zothique (Zothique), a cura di Lin Carter, Ballantine Adult Fantasy Series 16, Ballantine Books, 1970. Traduzione di Roberta Rambelli, Fantacollana 17, Editrice Nord, 1977. Raccoglie il ciclo di Zothique
- Hyperborea (Hyperborea), a cura di Lin Carter, Ballantine Adult Fantasy Series 29, Ballantine Books, 1971. Traduzione di Teobaldo Del Tanaro e Ina Paparella Morata, I Miti di Cthulhu 32, Fanucci Editore, 1989. Raccoglie i cicli di Iperborea e del Bordo del Mondo.
- Xiccarph (Xiccarph), a cura di Lin Carter, Ballantine Adult Fantasy Series 41, Ballantine Books, 1972. Traduzione di Teobaldo Del Tanaro e Ina Paparella Morata, I Miti di Cthulhu 33, Fanucci Editore, 1989. Raccoglie i cicli di Xiccarph e Aihai, la sequenza "Oltre le stelle", tre racconti autoconclusivi ambientati su pianeti extrasolari, e la sesta poesia della sequenza Prose Petals.
- Poseidonis, a cura di Lin Carter, Ballantine Adult Fantasy Series 59, Ballantine Books, 1973. Raccoglie i cicli di Poseidonis e Lemuria, la silloge "Altri regni", e un racconto autoconclusivo ambientato in un continente perduto.

### Raccolte per il mercato italiano
- Il destino di Antarion, Traduzione di Daniela Galdo, a cura di Gianni Pilo, I Miti di Cthulhu 6, Fanucci Editore, 1986. Comprende due racconti di Averoigne, uno di Iperborea, uno di Aihai, due degli "Altri regni", due del "Bordo del Mondo", e tre autoconclusivi.
- La Venere di Azombeii, Traduzione di Maria Teresa Tenore, a cura di Gianni Pilo, I Miti di Cthulhu 12, Fanucci Editore, 1987. Comprende un racconto degli "Altri regni", uno di Averoigne, e sedici autoconclusivi.
- Le metamorfosi della Terra, traduzione e curatela di Gianni Pilo, I Miti di Cthulhu 18, Fanucci Editore, 1987. Comprende due racconti di Capitan Volmar, uno di Lemuria, e tre autoconclusivi.
- Averoigne, Traduzione di Teobaldo Del Tanaro e Ina Paparella Morata, a cura di Gianni Pilo, I Miti di Cthulhu 34, Fanucci Editore, 1989. Comprende otto racconti del ciclo di Averoigne e una silloge originale intitolata "Altrove".
- Malneant, Traduzione di Teobaldo Del Tanaro e Ina Paparella Morata, a cura di Gianni Pilo, I Miti di Cthulhu 36, Fanucci Editore, 1990. Comprende dodici racconti autoconclusivi.
- Ombre dal cosmo, a cura di Pietro Guarriello, Yorick Fantasy Magazine, 1999. Comprende sei racconti e una selezione di saggi sulla poetica di Smith.
- Atlantide e i mondi perduti, a cura di Giuseppe Lippi, Oscar Draghi, Arnoldo Mondadori Editore, 2019. Omnibus comprendente i cicli di Poseidonis, Averoigne, Zothique e Xiccarph.
- Iperborea e oltre, a cura di Massimo Scorsone, Oscar Draghi, Arnoldo Mondadori Editore, 2023. Omnibus comprendente i cicli di Iperborea, Lemuria, Mu e Aihai, la sequenza "Phandiom e altre stelle" e la silloge "Oltre il tempo – Oltre lo spazio".